# ARIB
Association of Radio Industries and Businesses är en japansk standardiseringsorganisation. Organisationen grundades som ett offentligt ägt företag den 15 maj 1995 av ministern för post- och tekommunikation. Till dess uppgifter hör de som tidigare hörde till Research and Development Center for Radio Systems (RCR) och Broadcasting Technology Association (BTA).